# Église Nome di Gesù
L'église Nome di Gesù  est une église catholique de Venise, en Italie.

## Historique
L'église du « Nom de Jésus » a été construite entre 1815 et 1834, sous la domination autrichienne, sur un projet par Giannantonio Selva complété par Antonio Diedo, son élève. Les vestiges de l'église San Geminiano de la place San Marco, démolis quelques années plus tôt pour la volonté napoléonienne ont été ici recyclés.
L'église, est de petite taille, adossée à un couvent.
Au XXe siècle, avec la construction du pont de la Liberté et de Piazzale Roma, elle a été prise en tenaille par les infrastructures modernes notamment de parking, le couvent a été sacrifié.

## Description
À l'intérieur, une seule nef avec un plafond à caisson soutenu par deux grandes colonnes ioniques, une voûte en berceau au dessus du chœur, peinte en trompe l'oeil.
du côté gauche l'autel de saint François d'Assise avec un tableau de Lattanzio Querena, en face l'autel du Sacré-Cœur avec un tableau du même auteur. 

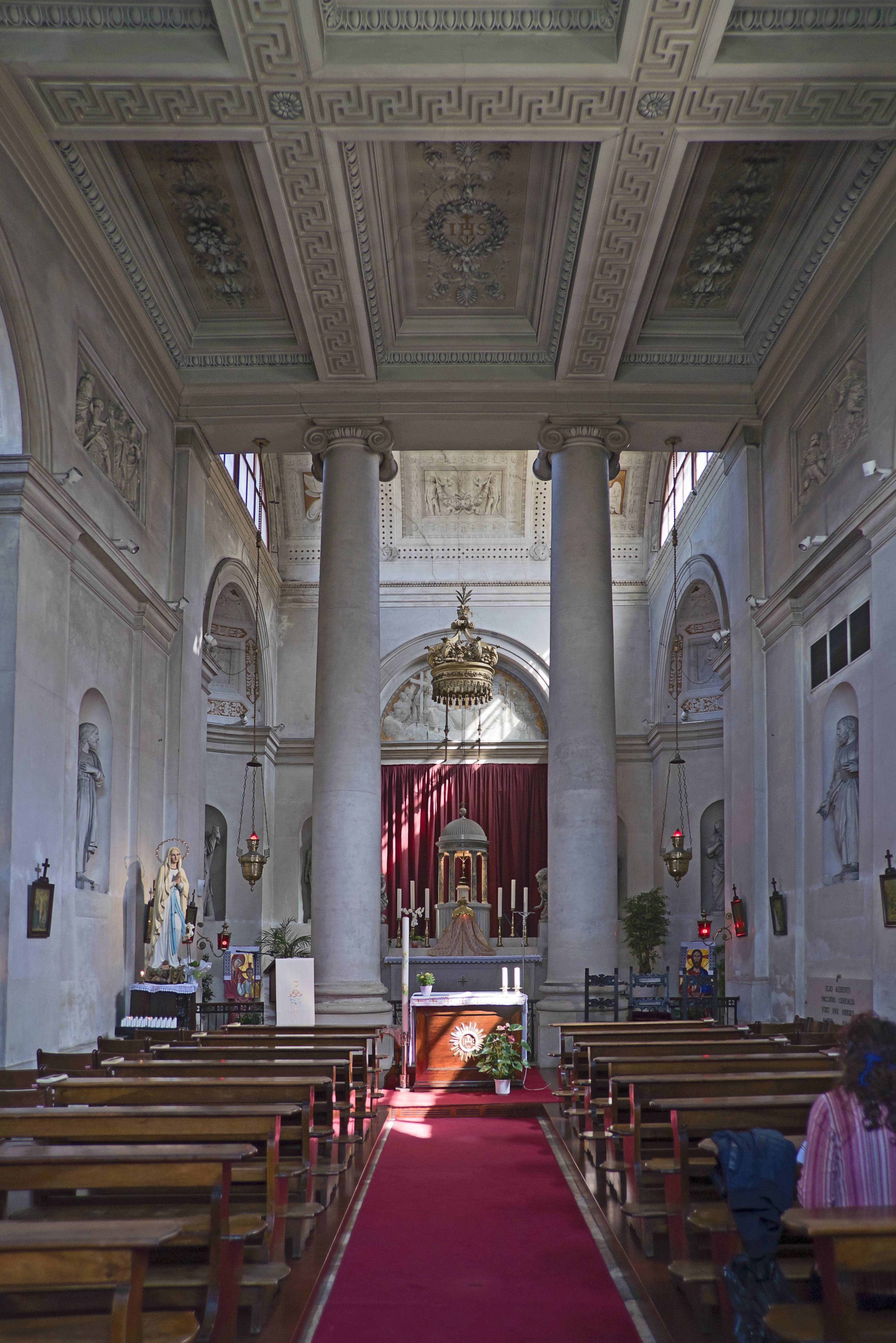
Vue générale de l'intérieur
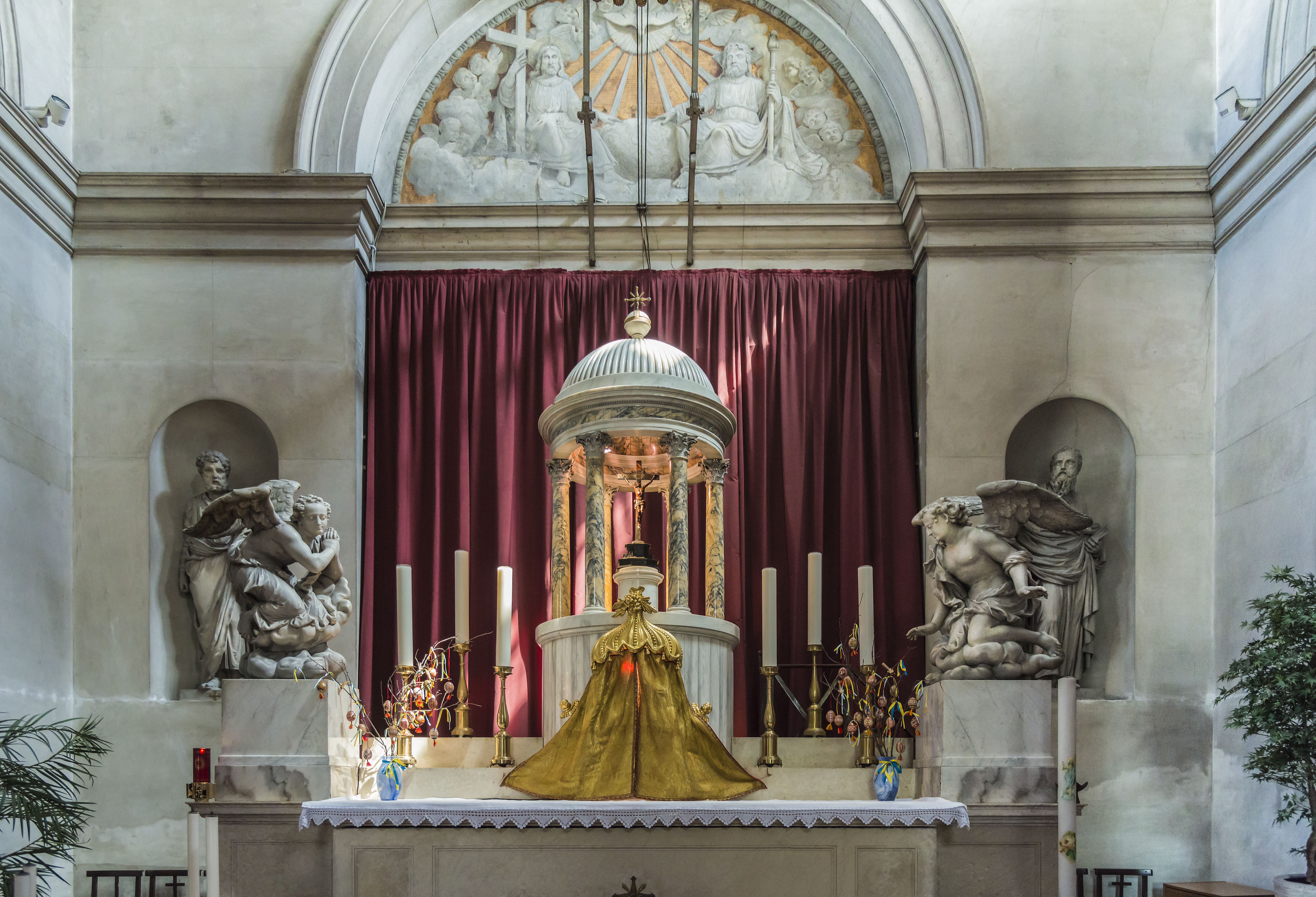
le maître autel
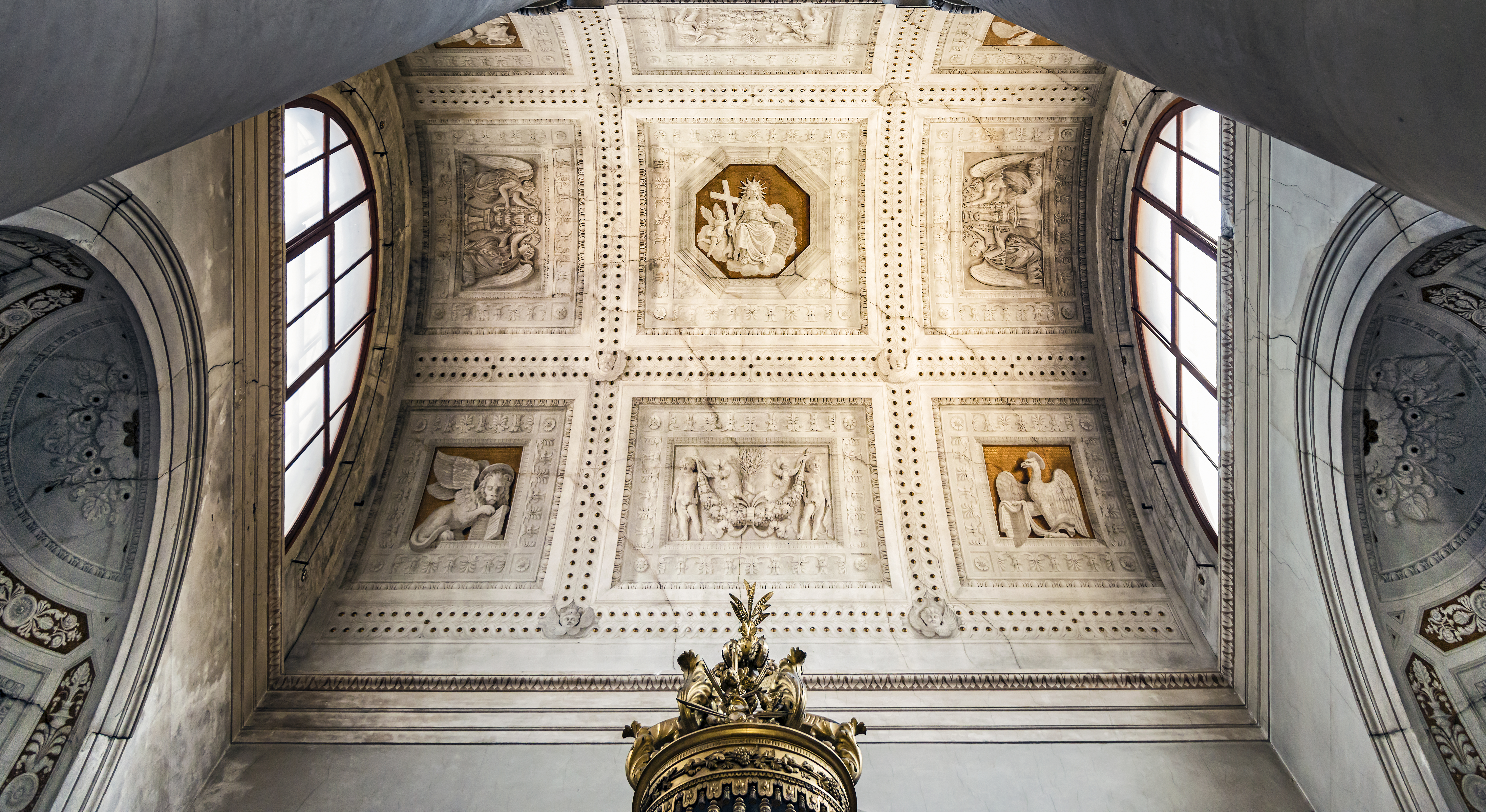
Le plafond du chœur
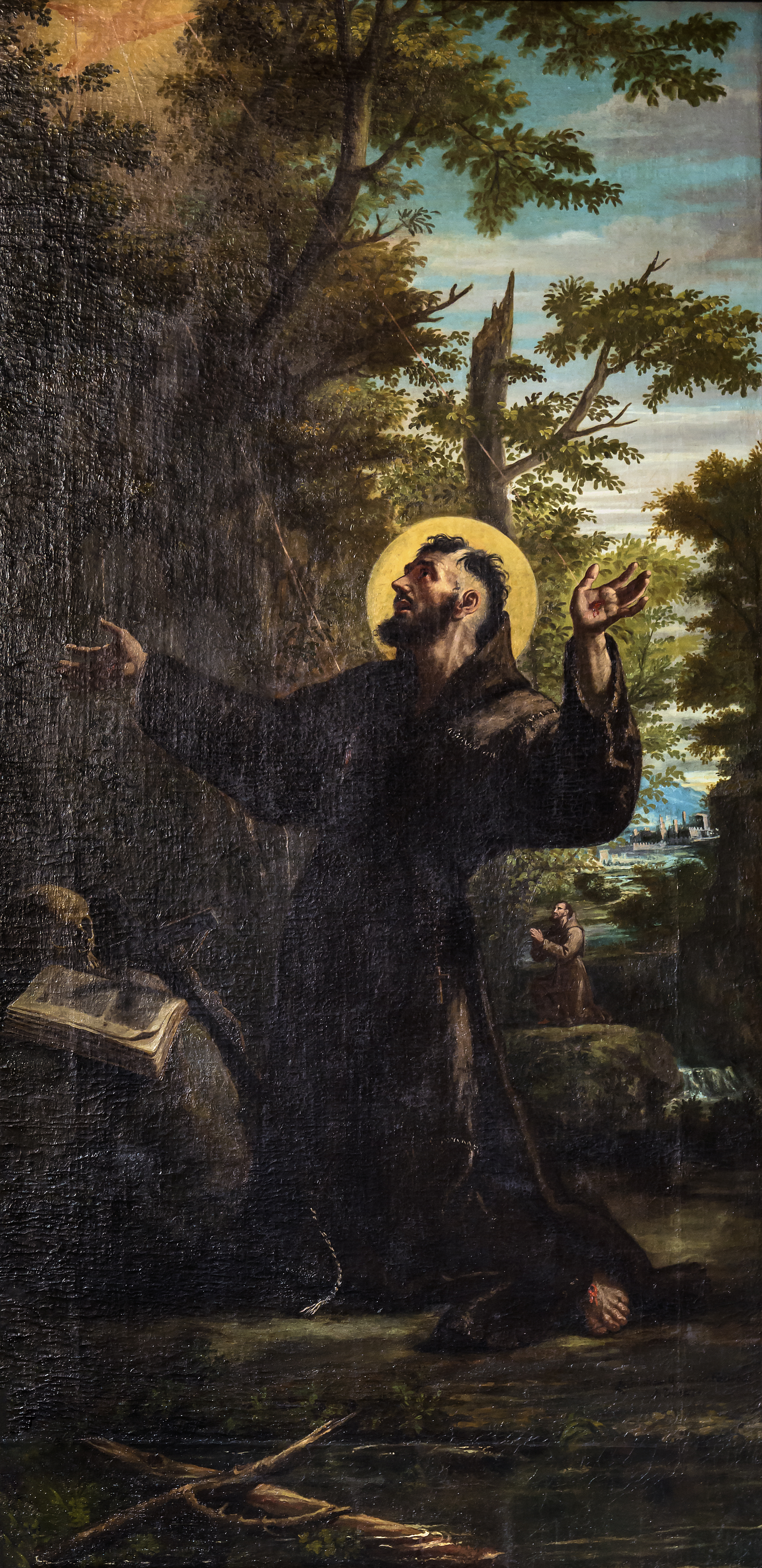
François d'Assise par Lattanzio Querena
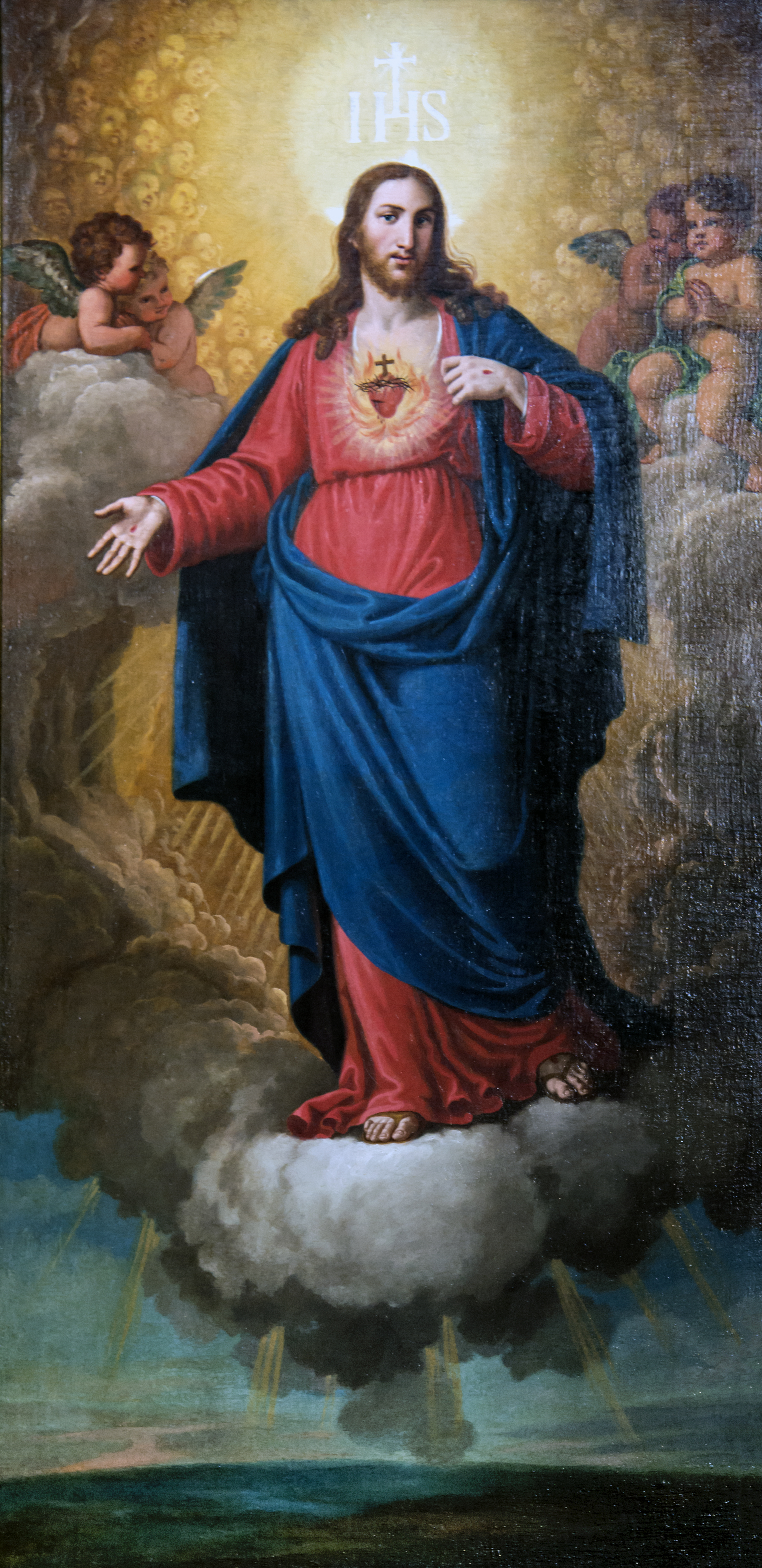
Le Sacré-Cœur par Lattanzio Querena